# Cauim

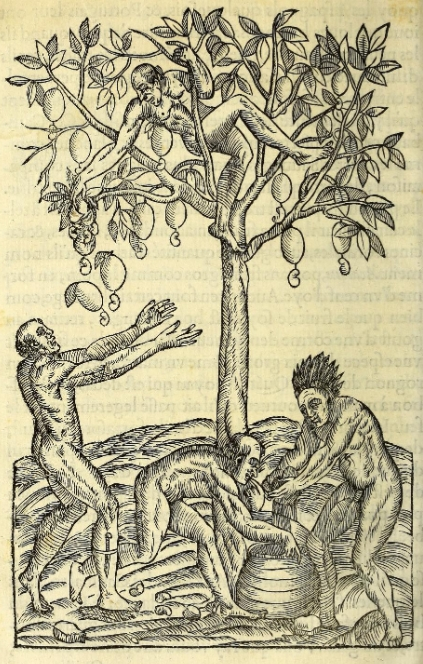
Gravura de 1558 de André Thévet retratando a colheita de caju pelos tupinambás para a produção de cauim.

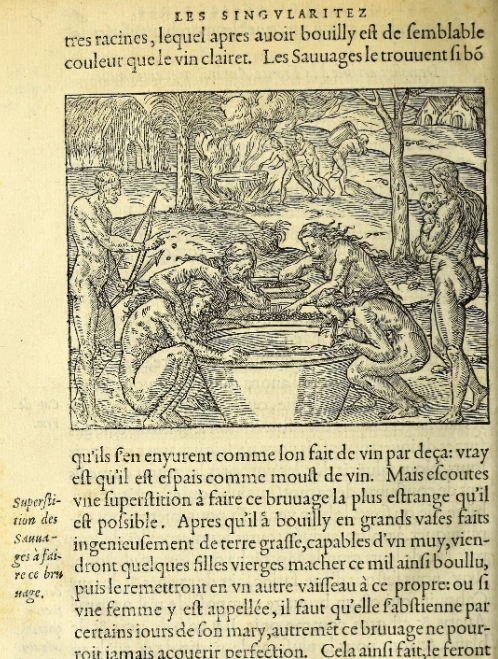
Gravura retratando a mastigação por mulheres da matéria-prima do cauim para a fermentação (André Thévet, Les Singularitez de la France antarctique, 1558, f. 46v)

O cauim (do tupi kaûĩ) é uma bebida alcoólica tradicional dos povos indígenas do Brasil desde tempos pré-colombianos. Ainda é feito hoje em reservas indígenas da América do Sul. O cauim é feito através da fermentação alcoólica da mandioca ou do milho, às vezes misturados com sucos de fruta.    
Uma característica interessante dessa bebida é que a matéria-prima é cozinhada, mastigada e recozida para a fermentação, de forma que enzimas presentes na saliva humana possam quebrar o amido em açúcares fermentáveis (este princípio também era originalmente usado no Japão para se fazer saquê).
As várias etnias indígenas que ocupam o território brasileiro têm amplo conhecimento sobre a produção de bebidas fermentadas a partir de tubérculos, raízes, folhas, sementes e frutos. No entanto, como o Brasil abriga diversas etnias indígenas, que falam vários idiomas diferentes, existem várias bebidas fermentadas feitas com mandioca mastigada para iniciar o processo enzimático de fermentação com nomes e métodos específicos para cada cultura. Entre elas, destacam-se:
Saki: Feita pelos Ingaricós com mandioca roxa.
Caxiri ou cachiri: Popular entre os Wajãpis e outras etnias.
Macaloba: Produzida pelos Zorós, uma bebida semelhante ao cauim tupi.
Masato: Produzida pelos Ashaninkas.
Pajuaru: Feito pelos Wapixanas e Makuxis, utiliza além da mandioca folhas de periquiteira.
Essas bebidas, embora semelhantes em composição, variam em processos específicos de fermentação e terminologia, de acordo com as tradições e variações idiomáricas de cada etnia.
Além destes, outras menções são: o abatiui (milho), beeutingui (farinha de mandioca), cacimacaxera (mandioca), corote (mandioca e frutos), caoi (fruto de acaijba), catimpuera (milho), caxiri (buriti), caviracaru (mandioca), caxiri (mandioca), cauim (nome genérico para várias bebidas fermentadas à base de milho, mandioca, caju, batata, amendoim, banana, ananás etc.), eivir (farinha de milho), giroba (mandioca), guariba (mandiocaba ou mandioca doce), ivir (milho), jetiuy (batata), manavy (ananás), mocororó (arroz ou (mandioca), nanaí (abacaxi), oloniti (milho), pacobi (frutos de pacobete e pacobuçu), pacouy (mandioca), pajauru (beiju), pajuari (frutos fermentados), tarubá (beiju), tepiocuy (beiju), tiborna (mandioca), tikira (beiju), tipiaci (farinha de mandioca), tucanaíra (mel de abelhas) tal qual o hidromel e saburá (de favos e água).

## O cauim entre ostupinambás
A descrição seguinte, em grande parte baseada no relato da viagem de Jean de Léry para o Brasil no século XVI, se refere especificamente aos nativos tupinambás que viveram ao longo da costa do Brasil central.. Porém, é típico também de outros povos em todo o Brasil.  
A preparação de cauim (como outras tarefas de arte culinária) é um trabalho estritamente feminino, sem envolvimento dos homens. Pedaços finos de mandioca são fervidos até ficarem bem cozidos e se deixam esfriar. Então as mulheres e meninas se reúnem ao redor da panela; levam uma porção até a boca, mastigam bem, ensalivam e botam a porção em um segundo pote. Enzimas na saliva convertem essa pasta em açúcares fermentáveis (os homens acreditam firmemente que se eles fossem mastigar a pasta, a bebida resultante não seria boa). A pasta de raiz mastigada é reposta no fogo e é mexida completamente com uma colher de pau até cozinhar. Por fim, a pasta é colocada em grandes potes de barro, para fermentar.  
  
A bebida resultante é opaca e densa, com sedimentos, como o vinho e tem gosto de leite azedo. Há variedades claras e escuras de cauim. A bebida pode ser misturada com várias frutas.  
O mesmo processo é usado para fazer uma bebida semelhante com milho. Considerando que ambas as plantas crescem abundantemente ao longo do ano, os nativo preparam a bebida em qualquer estação, às vezes em quantidades grandes. De acordo com registros contemporâneos, mais de trinta potes grandes de cauim podem ser consumidos em uma única festa; e "nem o alemão, nem o flamengo, nem os soldados, nem o suíço; quer dizer, nenhum desses povos da França, que se dedicam tanto ao beber, vencerá os americanos nesta arte". O cauim pode ser consumido quietamente por uma ou duas pessoas, mas é consumido comumente em festas com dezenas ou centenas das pessoas, frequentemente de duas ou mais aldeias. O cauim também era essencial em ocasiões solenes, como a matança cerimonial de um prisioneiro de guerra e seu devoramento.  
Servir o cauim em festas também é tarefa das mulheres. Cauim é consumido preferencialmente morno e, assim, as mulheres colocam os potes em cima de fogo lento na praça central da aldeia. Enquanto mantêm a bebida bem mexida, elas servem a bebida em tigelas; os homens são servidos enquanto dançam. Enquanto os homens devem esvaziar as tigelas em um gole (e, geralmente, se consomem vinte porções em uma única festa), as mulheres devem bebericá-la, saboreando-a.  
  
Uma festa dessas poderia durar dois ou três dias, com música, dança, assobios e gritos o tempo todo. Às vezes, os homens vomitavam para continuar bebendo. Deixar a festa seria considerado uma grande vergonha. Curiosamente, os tupinambás não comem enquanto bebem, da mesma maneira que eles não bebem enquanto comem; e eles acham o costume europeu de misturar as duas coisas muito estranho.
Jean de Léry relatou que ele e os companheiros dele tentaram preparar "cauim limpo", moendo e cozinhando a mandioca ou milho, sem o processo de mastigação; mas não funcionou. Eventualmente, eles se acostumaram à bebida dos nativos. Depois disso, ele acrescentou no relato: "Para esses leitores que repudiam a ideia de beber o que outra pessoa mastigou, deixe-me lembrá-los de como nosso vinho é feito pelos camponeses, que amassam as uvas com os pés, às vezes usando botas; algo que pode ser menos agradável que a mastigação de mulheres americanas. Assim como dizem que a fermentação purifica o vinho, podemos assumir que aquele cauim se limpa também".

## Mudança do sentido do termo no período colonial
No período colonial brasileiro (séculos XVI a XVIII), o termo tupi kaûĩ, que designava a tradicional bebida fermentada de mandioca dos indígenas brasileiros, passou a designar, por extensão, também o vinho trazido pelos europeus.

## Produção industrial contemporânea
A Cervejaria Colorado, do Brasil, produz, atualmente, uma marca de cerveja que utiliza uma pequena quantidade de fécula de mandioca junto a grãos maltedados de cevada em sua composição. Em referência à tradicional bebida fermentada de mandioca dos indígenas, a cervejaria a batizou como "Cauim" , no entanto, a Colorado, por incluir mandioca apenas como aditivo a uma cerveja de grãos, não reflete completamente o processo ritualístico original do cauim.
Em contraste, outras iniciativas brasileiras têm produzido a bebida obtida de fermentação de mandioca denominada "Cauim Contremporâneo", como a Companhia dos Fermentados com seu Caxiri e o Cauim Tiakau que substitui a amilase salivar da mastigação por métodos modernos, incluindo o uso do koji, fungo Aspergillus oryzae tradicionalmente empregado na fermentação de saquê, e enzimas de uso comercial para quebrar o amido em açúcares, que se aproximam mais da tradição indígena.
Apesar do avanço nessas técnicas, a comercialização plena dessas bebidas ainda enfrenta obstáculos legais, a regulamentação de bebidas fermentadas como o cauim está limitada pela falta de uma legislação específica no Brasil. O Decreto 6871/09, que regula a produção de bebidas fermentadas, passou por uma consulta pública em abril de 2023 para revisão, mas ainda aguarda mudanças que permitam a comercialização ampla da categoria alcoólica denominada "cauim, bebdia alcoólica fermentada de mandioca".